# Maurizio Lupi
Maurizio Enzo Lupi (ur. 3 października 1959 w Mediolanie) – włoski polityk, samorządowiec, deputowany, od 2013 do 2015 minister infrastruktury i transportu w rządach Enrica Letty oraz Matteo Renziego.

## Życiorys
Ukończył nauki polityczne na Katolickim Uniwersytecie Najświętszego Serca w Mediolanie. Pracował jako dziennikarz, m.in. w piśmie „il Sabato”. W latach 90. zaangażował się w działalność polityczną. W 1997 został radnym Mediolanu, w latach 1997–2001 w zarządzie burmistrza Gabriele'a Albertiniego pełnił funkcję asesora.
Związał się z partią Forza Italia i następnie z tworzonym m.in. przez to ugrupowanie Ludem Wolności. W 2001 został wybrany w skład Izby Deputowanych XIV kadencji. W 2006, 2008 i 2013 uzyskiwał reelekcję na XV, XVI i XVII kadencję. W dwóch ostatnich obejmował funkcję wiceprzewodniczącego niższej izby parlamentu.
27 kwietnia 2013 kandydat na premiera Enrico Letta ogłosił jego nominację na urząd ministra infrastruktury i transportu, który objął następnego dnia. 15 listopada 2013 przeszedł do Nowej Centroprawicy (przekształconej w 2017 w Alternativa Popolare), którą powołał wicepremier Angelino Alfano. Dotychczasową funkcję ministra utrzymał również w powołanym 22 lutego 2014 gabinecie, na czele którego stanął Matteo Renzi.
W wyborach w 2014 uzyskał mandat eurodeputowanego, zrezygnował z jego objęcia na rzecz Massimiliana Saliniego. 20 marca 2015 odszedł z rządu po ujawnieniu afery korupcyjnej przy kontraktach na inwestycje w sektorze infrastruktury. W grudniu 2017 znalazł się w grupie polityków AP, którzy opowiedzieli się za powrotem do obozu centroprawicy skupionej wokół Forza Italia. W 2018 utrzymał mandat poselski na XVIII kadencję z ramienia centroprawicowej koalicji. Stanął później na czele ugrupowania Noi con l’Italia. W 2022 z powodzeniem ubiegał się o poselską reelekcję.